# Budova č. 32 v ulici Mieczysława Niedziałkowskiego ve Štětíně
Budova na ul. Mieczysława Niedzialkowskiego 32 je čtyřpodlažní školní budova na rohu ulic Mieczysława Niedziałkowskiego a Unisławy na sídlišti Śródmieście-Północ, ve štětínské čtvrti Śródmieście.

## Dějiny
Budova školy byla postavena v letech 1886–1890 pro Barnim-Mittelschule (střední školu Barnima), známou také jako Französisch-Reformierte Knabenschule (francouzská reformovaná škola pro chlapce) – předválečná střední škola ve Štětíně provozovaná francouzskou komunitou. Původně byla škola umístěna v budově na ulici Frauenstraße 27 (nyní ulice Panieńska). Během bombardování Štětína v noci z 29. na 30. srpna 1944 byla zničena střecha budovy a kupole rohu.
Po druhé světové válce byla střecha budovy rekonstruovaná. Po renovaci byla budova v roce 1947 předána Komplexu stavebních škol Kazimíra Velikého. V pozdějších letech byla budova propojena modernistickým segmentem s jedinou dochovanou budovou z nedaleké dívčí školy Gneisenau-Mädchenschule, kde je nyní internát.

## Galerie

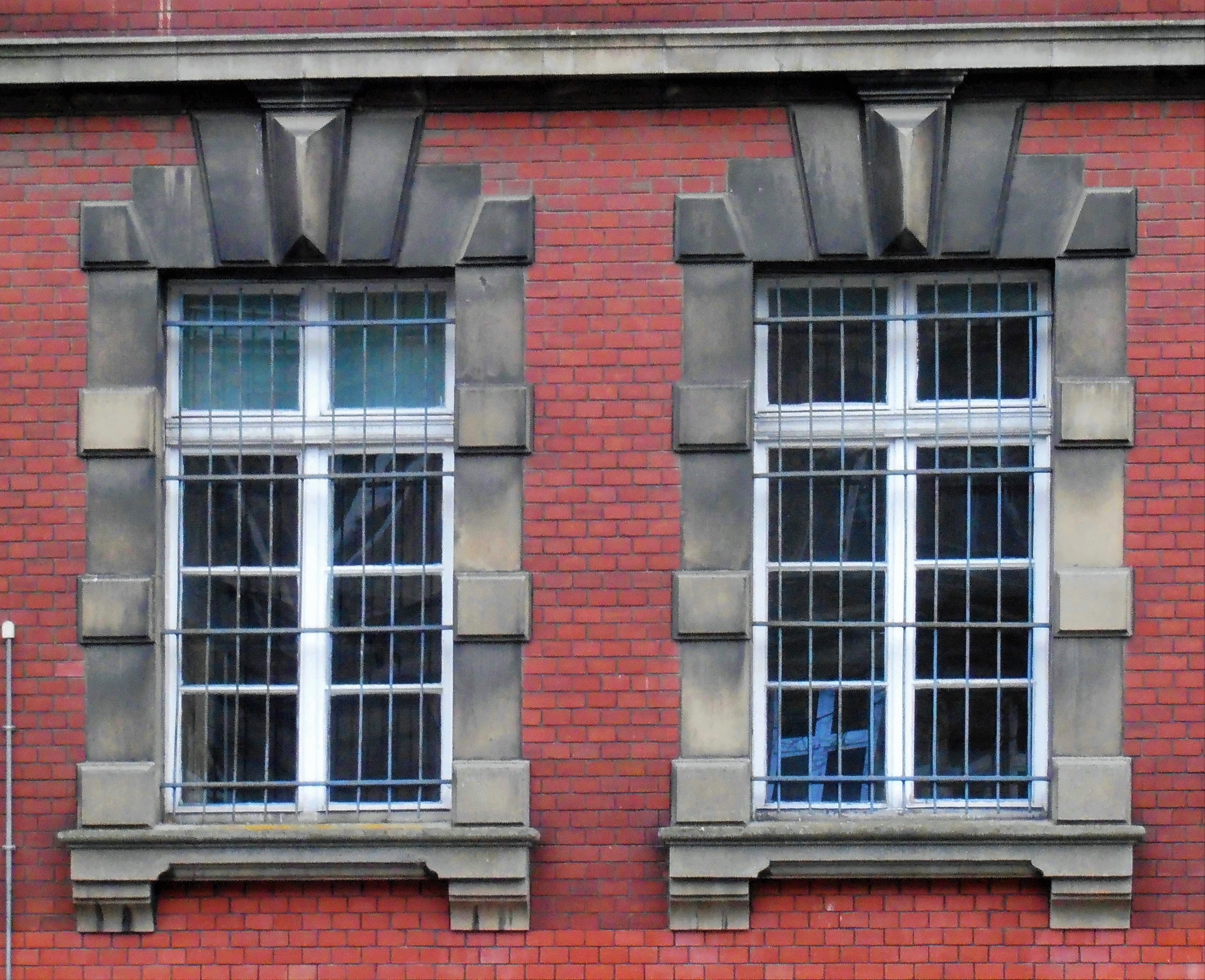
Zdobení přízemí
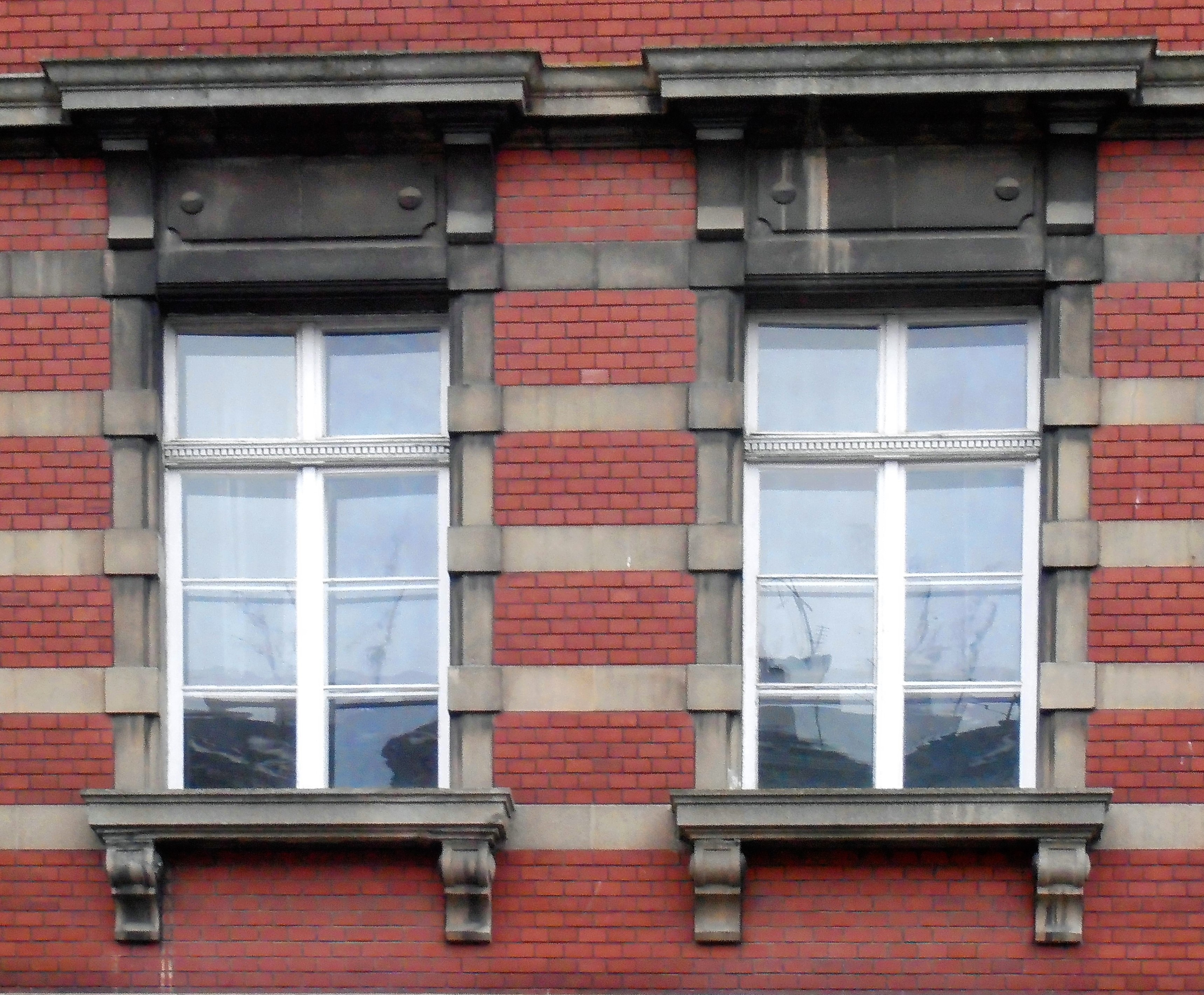
Zdobení prvního patra
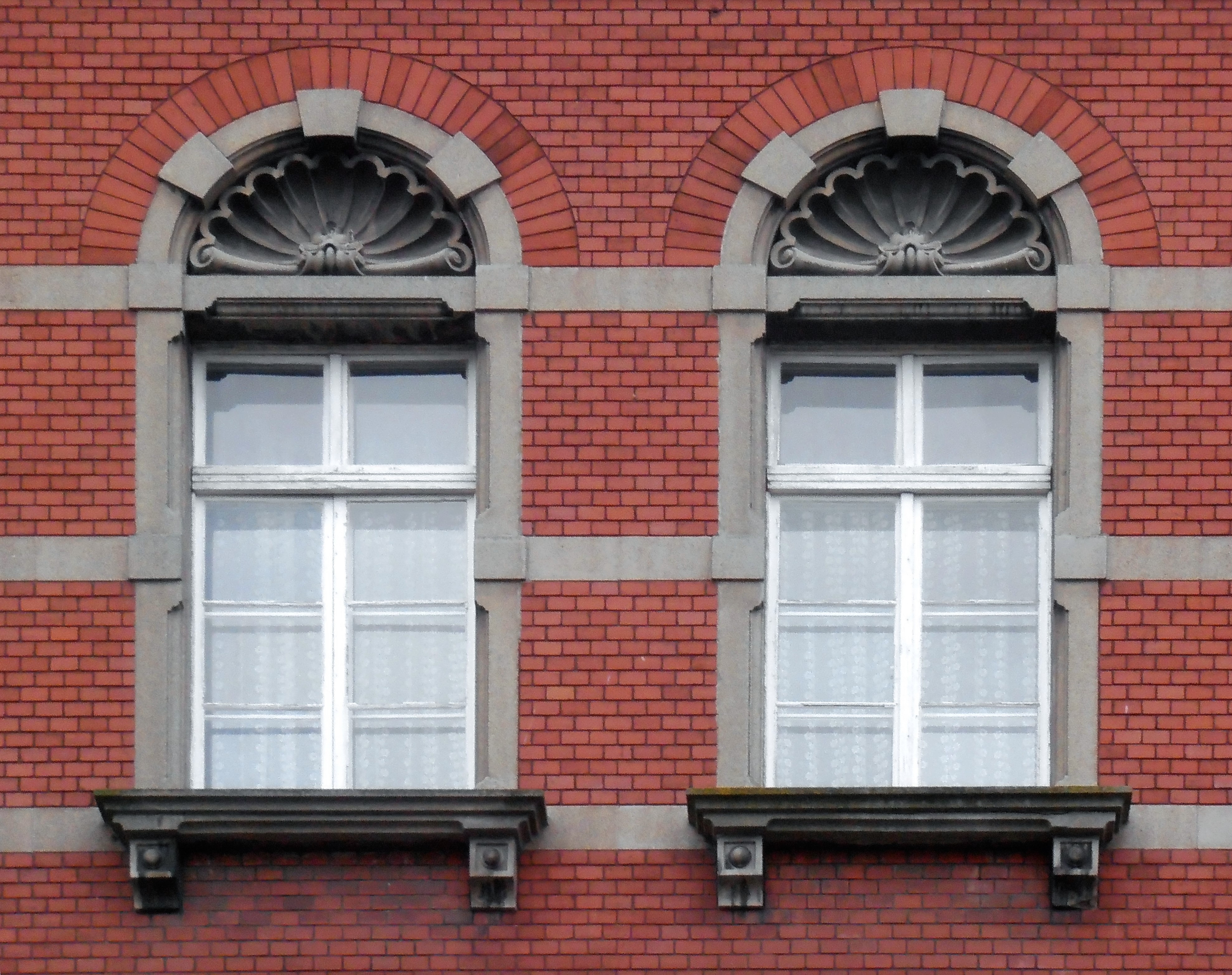
Zdobení druhého patra
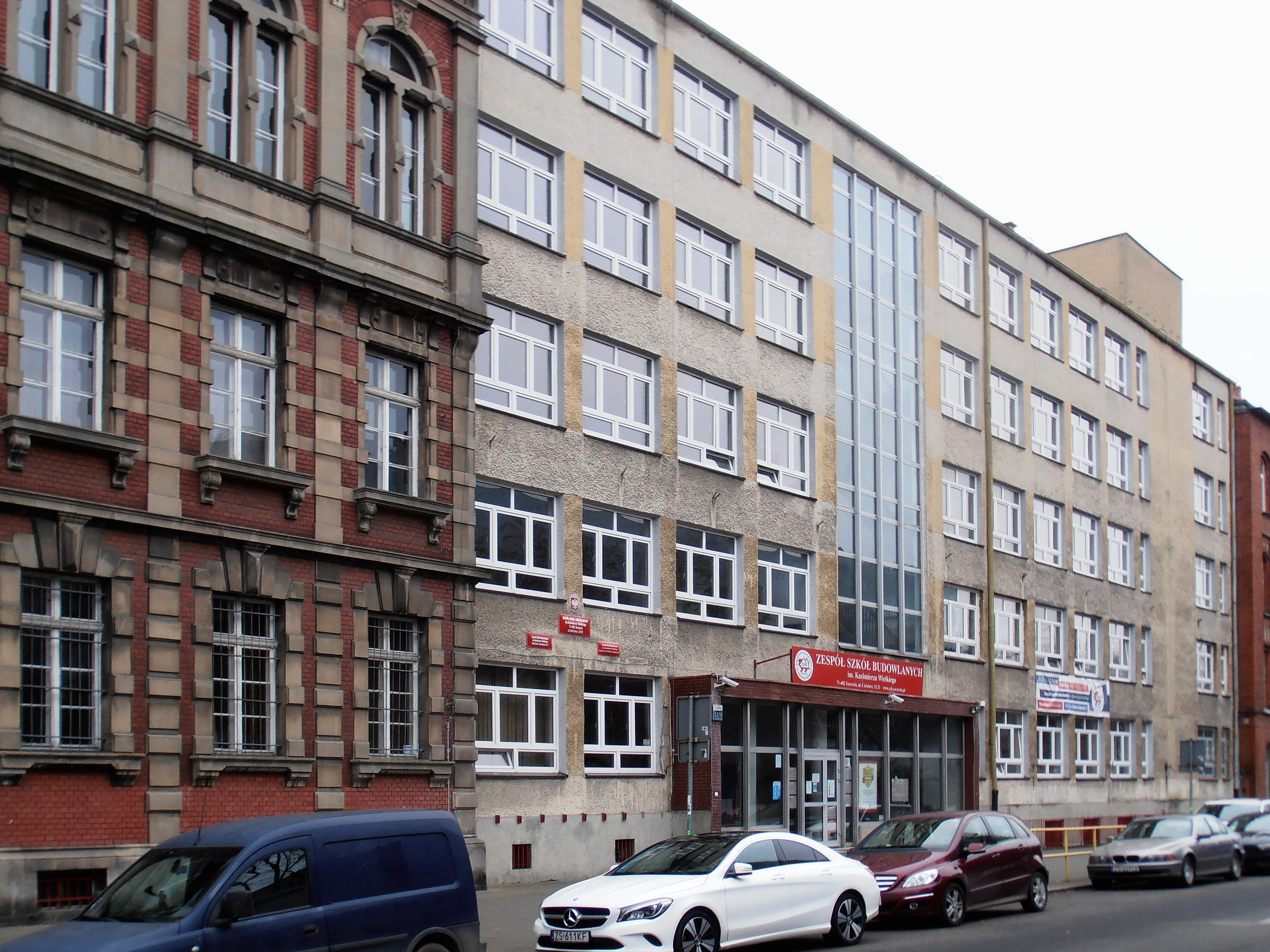
Hlavní vchod v nové spojnice